# Върховен наказателен съд
Върховният наказателен съд (на руски: Верховный уголовный суд) е извънреден съдебен орган в Руската империя. 
В постоянния си вид с регламентация е създаден на 1 юни 1826 г. с манифест на император Николай I за възбуждане на наказателен процес срещу декабристите. 

## Предистория по създаването
През втората половина на 18 век, с имперски манифести били създавани на няколко пъти извънредни висши наказателни съдилища, не то заседавали и издавали присъди без регламентация. Това се случило за първи път въз основа манифест на Екатерина Велика от 17 август 1764 г. по делото срещу Василий Мирович, който се опитал да освободи от крепостта на Шлиселбург – Иван VI. 
През 1771 г. е създадена „особена генерална комисия за съд на виновните и техните бивши съучастници в метежа в Москва, при който е убит архиепископ Амвросий“. 
С имперски манифест от 19 декември 1774 г. е създаден Върховен наказателен съд за съдене на Емелян Пугачов и неговите съучастници. 

## Престъпни деяния
Водещ мотив за създаването на Върховен наказателен съд е изключителното значение на даден казус за държавността с обществения ред и управление в Руската империя. Съдените са държавни престъпници и техните съучастници.

## Субекти на наказателната отговорност
Въз основа на съдебния устав издаден от император Александър II, подсъдни на Върховния наказателен съд са:
1. държавните престъпления, т.е. държавната измяна, когато деянията се разкриват в различни краища на държавата (или в центъра и по места) като общ заговор (или в общност на заговора) срещу върховната власт или срещу законната форма на управление или реда за наследяването на престола, т.е. на върховната власт;
2. престъпления по служба, когато обвиняеми са членове на Държавния съвет, министри и главнокомандващи отделни военни части.

## Състав
В състава на Върховния наказателен съд влизат под председателството на ръководителя на държавния съвет – сенатори и ръководителите на държавните департаменти. Съдебното следствие по делата се води от сенатор, а обвинението се внася и поддържа от министъра на правосъдието, който е във функцията на прокурор по тези дела. Защитници на обвиняемите могат да бъдат само адвокати ползващи се с високо доверие и авторитет сред обществото. Решенията на Върховния наказателен съд са окончателни и не подлежат на обжалване. Признатите за виновни в извършването на държавните престъпления и тези по служба могат единствено и само да бъдат помилвани от държавния глава, т.е. да им се снема наказателната отговорност, но не и вината.

## Сесии
Създава се след подавянето на въстанието на декабристите (декември 1825). В историята на Руската империя, т.е. до руските революции през 1917 г. с края на империята, Върховният наказателен съд е заседавал сесийно общо четири пъти. Върховният наказателен съд е свикван след делото срещу декабристите и за делата на Дмитрий Каракозов (1866) и Александър Соловьов (1879), като през 1906 г. след първата руска революция разглежда като първа съдебна инстанция делата срещу революционерите.
С указ от 15 февруари 1889 г. на император Александър III се усложнява предварителната процедура за преценка подсъдността на Върховния наказателен съд на някои случаи на по-леки държавни престъпления и такива по служба.